# Hurd Hatfield
Hurd Hatfield, pseudonimo di William Rukard Hurd Hatfield (New York, 7 dicembre 1917 – Rathcormac, 26 dicembre 1998), è stato un attore statunitense.

## Biografia
Figlio dell'avvocato William Henry Hatfield e di Adele McGuire, frequentò i corsi di musica, arte e drammaturgia presso la Columbia University. Trasferitosi in Inghilterra, studiò arte drammatica al Checkov Drama Studio nel Devon, iniziando l'attività di attore teatrale in compagnie di repertorio. Rientrato negli Stati Uniti, proseguì la carriera in teatro fino al suo primo film, La stirpe del drago (1944), tratto da un romanzo di Pearl S. Buck, in cui vestì i panni di un contadino cinese accanto a Katherine Hepburn.
L'anno successivo fu il protagonista de Il ritratto di Dorian Gray (1945), film che fece di lui una star. Praticamente destinato al ruolo grazie alla delicata bellezza dei suoi lineamenti, Hatfield ottenne un grande successo di pubblico e di critica. Malgrado i ruoli successivi in film quali Il diario di una cameriera (1946) di Jean Renoir e L'alibi di Satana (1947) di Michael Curtiz, Hatfield trovò difficile sfuggire all'immagine esteticamente decadente creatagli dal personaggio di Dorian Gray, con cui veniva identificato dal pubblico, e preferì l'impegno in teatro e alla televisione.
Dopo una lunga assenza dagli schermi, tornò al cinema verso la fine degli anni cinquanta, con una serie di interpretazioni da caratterista, come quella di un giornalista impiccione nel western Furia selvaggia (1958) e di un  misterioso magnate in Mickey One (1965), entrambi diretti da Arthur Penn, di Ponzio Pilato nel kolossal religioso Il re dei re (1961), e del produttore hollywoodiano Paul Bern nel dramma biografico Harlow (1965).
Negli ultimi decenni partecipò a diverse produzioni televisive, quali The Invincible Mr. Disraeli (1963), che gli valse una candidatura all'Emmy Award, e a serie come Selvaggio West (1966-1968), Bonanza (1972), Kojak (1976), La signora in giallo (1984-1989), dove recitò in tre diversi episodi accanto ad Angela Lansbury, che era stata sua partner ne Il ritratto di Dorian Gray.
Appassionato collezionista d'arte, Hatfield morì nel 1998, all'età di 81 anni, nella sua residenza irlandese di Ballinterry House, Rathcormac (County Cork), dove viveva dall'inizio degli anni settanta.

## Filmografia

### Cinema
- La stirpe del drago (Dragon Seed), regia di Jack Conway e Harold S. Bucquet (1944)
- Il ritratto di Dorian Gray (The Picture of Dorian Gray), regia di Albert Lewin (1945)
- Il diario di una cameriera (The Diary of a Chambermaid), regia di Jean Renoir (1946)
- La morte è discesa a Hiroshima (The Beginning or the End), regia di Norman Taurog (1947)
- L'alibi di Satana (The Unsuspected), regia di Michael Curtiz (1947)
- Giovanna D'Arco (Joan of Arc), regia di Victor Fleming (1948)
- The Checkered Coat, regia di Edward L. Cahn (1948)
- Chinatown at Midnight, regia di Seymour Friedman (1949)
- Destination Murder, regia di Edward L. Cahn (1950)
- Tarzan e le schiave (Tarzan and the Slave Girl), regia di Lee Sholem (1950)
- Furia selvaggia (The Left Handed Gun), regia di Arthur Penn (1958)
- Il re dei re (King of Kings), regia di Nicholas Ray (1961)
- El Cid, regia di Anthony Mann (1961)
- Héroes de blanco, regia di Enrique Carreras (1962)
- Harlow, regia di Alex Segal (1965)
- Mickey One, regia di Arthur Penn (1965)
- The Double-Barrelled Detective Story, regia di Adolfas Mekas (1965)
- Lo strangolatore di Boston (The Boston Strangler), regia di Richard Fleischer (1968)
- Il Barone Rosso (Von Richthofen and Brown), regia di Roger Corman (1971)
- King David, regia di Bruce Beresford (1985)
- Crimini del cuore (Crimes of the Heart), regia di Bruce Beresford (1986)
- Alibi seducente (Her Alibi), regia di Bruce Beresford (1989)

### Televisione
- Your Show Time – serie TV, 1 episodio (1949)
- Masterpiece Playhouse – serie TV, 2 episodi (1950)
- Lux Video Theatre – serie TV, 1 episodio (1951)
- Lights Out – serie TV, episodio 3x23 (1951)
- The Philip Morris Playhouse – serie TV, episodio 1x08 (1953)
- Suspense – serie TV, 1 episodio (1954)
- Studio One – serie TV, 3 episodi (1952-1954)
- Robert Montgomery Presents – serie TV, 2 episodi (1954)
- The Millionaire – serie TV, 1 episodio (1956)
- Alfred Hitchcock presenta (Alfred Hitchcock Presents) – serie TV, episodi 1x24-2x05 (1956)
- Climax! – serie TV, 3 episodi (1956-1958)
- The DuPont Show of the Month – serie TV, 4 episodi (1957-1959)
- Play of the Week – serie TV, 1 episodio (1960)
- Polvere di stelle (Bob Hope Presents the Chrysler Theatre) – serie TV, 1 episodio (1963)
- Viaggio in fondo al mare (Voyage to the Bottom of the Sea) – serie TV, 1 episodio (1964)
- Selvaggio West (The Wild Wild West) – serie TV, 2 episodi (1966-1968)
- F.B.I. (The F.B.I.) – serie TV, 1 episodio (1972)
- Bonanza – serie TV, episodio 13x24 (1972)
- Search – serie TV, 1 episodio (1972)
- Kojak – serie TV, episodio 4x07 (1976)
- Lime Street – serie TV, 1 episodio (1985)
- Supercar (Knight Rider) – serie TV, 1 episodio (1986)
- Professione pericolo (The Fall Guy) – serie TV, 1 episodio (1986)
- Storie incredibili (Amazing Stories) – serie TV, 1 episodio (1987)
- La signora in giallo (Murder, She Wrote) – serie TV, episodi 1x08-2x17-6x07 (1984-1989)

## Doppiatori italiani
Nelle versioni in italiano dei suoi film, Hurd Hatfield è stato doppiato da:
- Gianfranco Bellini in Furia selvaggia, Lo strangolatore di Boston, La signora in giallo (ep. 6x07)
- Nando Gazzolo in Il re dei re, El Cid
- Ennio Cerlesi in Il ritratto di Dorian Gray
- Giuseppe Rinaldi in Giovanna d'Arco
- Mario Bardella in King David
- Sergio Tedesco in La signora in giallo (ep. 1x08)